# Cominsia
Cominsia es un género con cuatro especies de plantas herbáceas perteneciente a la familia Marantaceae. Es originaria de Malasia hasta Vanuatu.

## Especies
- Cominsia gigantea
- Cominsia maxima
- Cominsia minor
- Cominsia rubra